# Бьорд Кастильо, Рауль
Рауль Бьорд Кастильо (исп. Raúl Biord Castillo; род. 23 октября 1962, Каракас, Венесуэла) — венесуэльский прелат, салезианец. Епископ Ла-Гуайры с 30 ноября 2013 по 28 июня 2024. Архиепископ Каракаса с 28 июня 2024.

## Ранние годы, образование и священство
Рауль Бьорд Кастильо родился 23 октября 1962 года в Каракасе (Венесуэла). Он получил степень бакалавра богословия в Папском Салезианском университете в Риме и степень доктора богословия в Папском Григорианском университете в Риме.
Рауль Бьорд Кастильо присоединился к салезианцам Дона Боско и дал свою временные обеты 16 августа 1980 года. Свои вечные обеты он дал 8 сентября 1987 года.
Бьорд Кастильо получил таинство священного сана 15 июля 1989 года от председателя Папской комиссии по аутентичной интерпретации Кодекса канонического права кардинала Росалио Кастильо Лары, салезианца. 

## Монашеское служение
Отец Бьорд Кастильо занимал следующие должности: приходского викария в Сан-Хуан-Боско в Лос-Текесе, члена пресвитерского совета епархии Лос-Текеса, профессора и ректора Салезианского университетского института П. Охеда (IUSPO) Лос-Текеса, профессора крупных семинарий Каракаса, Матурина и Манауса (Бразилия), секретаря Богословско-пастырской комиссии Пленума Совета Венесуэлы, провинциального викария Салезианского общества Святого Иоанна Боско в Венесуэле.

## Епископское служение
30 ноября 2013 года Папа Франциск назначил его епископом Ла-Гуайры. 8 февраля 2014 года архиепископ Тегусигальпы кардинал Оскар Родригес Марадьяга, салезианец, рукоположил его в епископа. Со-консекраторами были: архиепископ Каракаса кардинал Хорхе Уроса Савино и архиепископ Мериды Бальтасар Поррас Кардосо. 
С 2018 года по 2022 год Бьорд Кастильо был вице-председателем епископской конференции Венесуэлы, генеральным секретарём которой он был в 2022—2023 годах. Делегат в CELAM, в настоящее время он является членом Постоянной комиссии, президентом епископской комиссии по церковным округам и членом Национального института пастырской заботы.
28 июня 2024 года Папа Франциск назначил монсеньора Бьорда Кастильо архиепископом Каракаса.